# Contraloría General de la República (República Dominicana)
La Contraloría General de la República Dominicana es un cuerpo de intervención del estado dominicano para el examen de los gastos públicos.
En 1878, bajo la administración de Buenaventura Báez se promulga la ley número 22 en la que se establece el primer reglamento para el control del gasto público señalando que el presupuesto del estado era facultad del poder legislativo.
En la época republicana, nace el 15 de febrero de 1904 la Convención Nacional y dicta la primera Constitución donde se responsabiliza la fiscalización al Poder Legislativo.

## Contraloría General de la República Dominicana: Origen y evolución
El Sistema Nacional de Control de la República Dominicana descansa en la actualidad en dos pilares fundamentales: Control Externo y Control Interno, teniendo el primero como organismo ejecutor a la Cámara de Cuentas y, el segundo, a la Contraloría General de la República. 
Esa primera institución tiene su fundamento legal en la Ley 10-04 mientras que la Contraloría General de la República lo hace a través de la Ley 10-07, no obstante, las ejecuciones de control del Estado aparecen en la primera Constitución de la República, proclamada en San Cristóbal, el 6 de noviembre de 1844. Este ejercicio de control se realizaba a través de un organismo denominado Consejo Administrativo.
El artículo 182 de la referida Constitución dominicana, indica que "la ley organizará un Consejo Administrativo compuesto por funcionarios públicos para verificar anualmente las cuentas generales y hacer un informe de ellas al Congreso, con las observaciones que juzgue oportunas, cuyo encargo será puramente gratuito”. 
Mediante la Ley n.º 42 promulgada el 12 de junio de 1845, se crea la “Contaduría General” como una dependencia de la Secretaría de Estado de Hacienda y Comercio, cuyas funciones, al tenor del numeral 1 del artículo 2 de la mencionada ley, eran las siguientes: “Examinar, verificar, arreglar y centralizar todas las cuentas de la Tesorería General”.
Posteriormente, la Ley 75 del 7 de mayo de 1846 deroga la Ley No.42 y amplía las funciones del administrador e inspector general y del Consejo Administrativo, que a la sazón estaba integrado por empleados públicos dirigidos por el presidente de la República. Es durante la aplicación de esta iniciativa, que se produjeron inexactitudes sobre las funciones de los diferentes servidores públicos, lo que originó la promulgación de una nueva legislación que se detalla en el próximo párrafo. 
La Ley 114 del 2 de julio de 1847, modifica y amplía las atribuciones del Contador General, que como administrador e inspector general le atribuía la mencionada Ley No.42, a los fines de solucionar los inconvenientes que se producían en la aplicación de la Ley 75. 
La Resolución n.º 9 de fecha 10 de abril de 1897, crea el Departamento Examinador de Cuentas, cuya misión principal era inspeccionar y desglosar las cuentas del Estado por parte de los oficiales de la Oficina de Asuntos Insulares (Bureau of Insular Affairs), bajo la dirección del Departamento de Guerra de los Estados Unidos de América.
Mientras, la Orden Ejecutiva n.º 563 de fecha 20 de noviembre de 1920, que contenía la Ley de Hacienda y que modifica la Ley 114, es la primera que contempla una diferencia entre Tesorero y Auditor , y reparte las funciones del Contador General entre los ya citados cargos. Por el seguimiento cronológico e histórico se ha podido establecer que las funciones de control siempre se ejercieron aunque bajo diversas denominaciones. 
Durante la presidencia de Horacio Vásquez, se promulga el 3 de mayo de 1929, la Ley No.1114 de Contabilidad General que da origen a la "Oficina de Contabilidad General", independiente de los departamentos administrativos bajo el control y dirección de un contralor general de la República Dominicana. 
Es importante hacer notar, que es a partir de esta ley que la Contraloría adquiere independencia con respecto a su objeto de oficina de control financiero y fiscalización de las operaciones de ingresos y egresos del Estado. 
En ese orden, el 9 de agosto de 1954 y mediante Ley 3894, se crea la “Contraloría y Auditoría General de la República”. A la que luego se le modificaría el artículo 1, a través de la Ley No.54 del 1970, sustituyendo la denominación de "Contraloría y Auditoría General de la República por "CONTRALORÍA GENERAL DE LA REPÚBLICA”. Desde este entonces queda establecida la dependencia directa de esta Institución del Poder Ejecutivo en el organigrama del Estado dominicano: 
“Art.1 (Modificado por la Ley No.54 del 13 de noviembre de 1970, G. O. No.9205). La Contraloría General de la República (bajo la dependencia directa del Poder Ejecutivo en virtud a lo dispuesto por el Art. 1 de la Ley No. 54, precitada), y la que estará bajo la dirección de un funcionario que se denominará Contralor General de la República; también habrá un Sub-Contralor General; tendrá a su cargo la contabilidad general del Estado, fiscalizar el debido ingreso e inversión de los fondos de los diversos departamentos de la Administración Pública, autónomos o no, del Estado y de los municipios; verificar el examen de las que deban rendir las personas o entidades que reciban o manejen fondos o bienes de tales entidades u organismos, así como la inspección contable de las oficinas correspondientes a los mismos”. 
El 27 de julio de 2001, como resultado de modificaciones que se habían realizado en el sector financiero nacional, se crea mediante la Ley n.º 126-01 la Dirección General de Contabilidad Gubernamental; esta ley asume parte de las funciones que la Ley 3894 le asignaba a la Contraloría General de la República, y que venía ejecutando al amparo de otras legislaciones. 
Con la nueva Ley 10-04 del 20 de enero de 2004 a la Cámara de Cuentas se le otorga la potestad de realizar el control externo, sobre las entidades generadoras y ejecutoras del presupuesto nacional, función que también realizaba la Contraloría General de la República desde sus inicios, lo que provocaba una duplicidad de funciones. 
En tanto, la Ley 10-07, del 4 de enero de 2007, designa a la Contraloría General de la República como Órgano Rector del Control Interno del Estado. 
Cabe resaltar que el modelo del Sistema Nacional de Control establecido en República Dominicana es único debido a que en los demás países existe una sola entidad de control, esto es, o una Contraloría General o un Tribunal de Cuentas, o Cámara de Cuentas. 
Ahora que se dispone de una nueva herramienta legal y siguiendo los pasos indicados por su reglamento, esta ley deberá ser modificada para que pueda responder a las exigencias de la época. Se ha desarrollado un proceso tendente a socializarla con todos los miembros de la Contraloría, y concomitantemente con los que integran los distintos organismos generadores y ejecutores del Presupuesto Nacional, a los fines de aplicar con propiedad los mandatos de las presentes normativas. 
Partiendo de la dinámica de las sociedades a la que no escapan las instituciones y sus normas, la movilidad evolutiva de estas es eterna, por lo que en cada momento si así lo determinan las circunstancias